# Suttinut Uengtrakul
Suttinut Uengtrakul (สุทธิณัฐ อึ้งตระกูล), noto anche con lo pseudonimo di Mild (มายด์) (Bangkok, 12 novembre 1993), è un attore thailandese.

## Filmografia

### Cinema
- Love's Coming, regia di Naphat Chaithiangthum (2014)
- Khun nan Red wine in the dark Night, regia di Tanwarin Sukkhapisit (2015)
- Timeline 2, regia di Thanatkorn Bangpao, Daraspong Throngprasit e Jitthinund Yodwongsakull (2016)

### Televisione
- Happiness: The Series - serie TV, 2 episodi (2016)
- What the Duck - Rak laen ding - serie TV (2018-2019)
- The Best Twins (2019)
- TharnType: The Series (2019-2020)
- Tharn Type Season 2 (2020)